# Tvindefossen

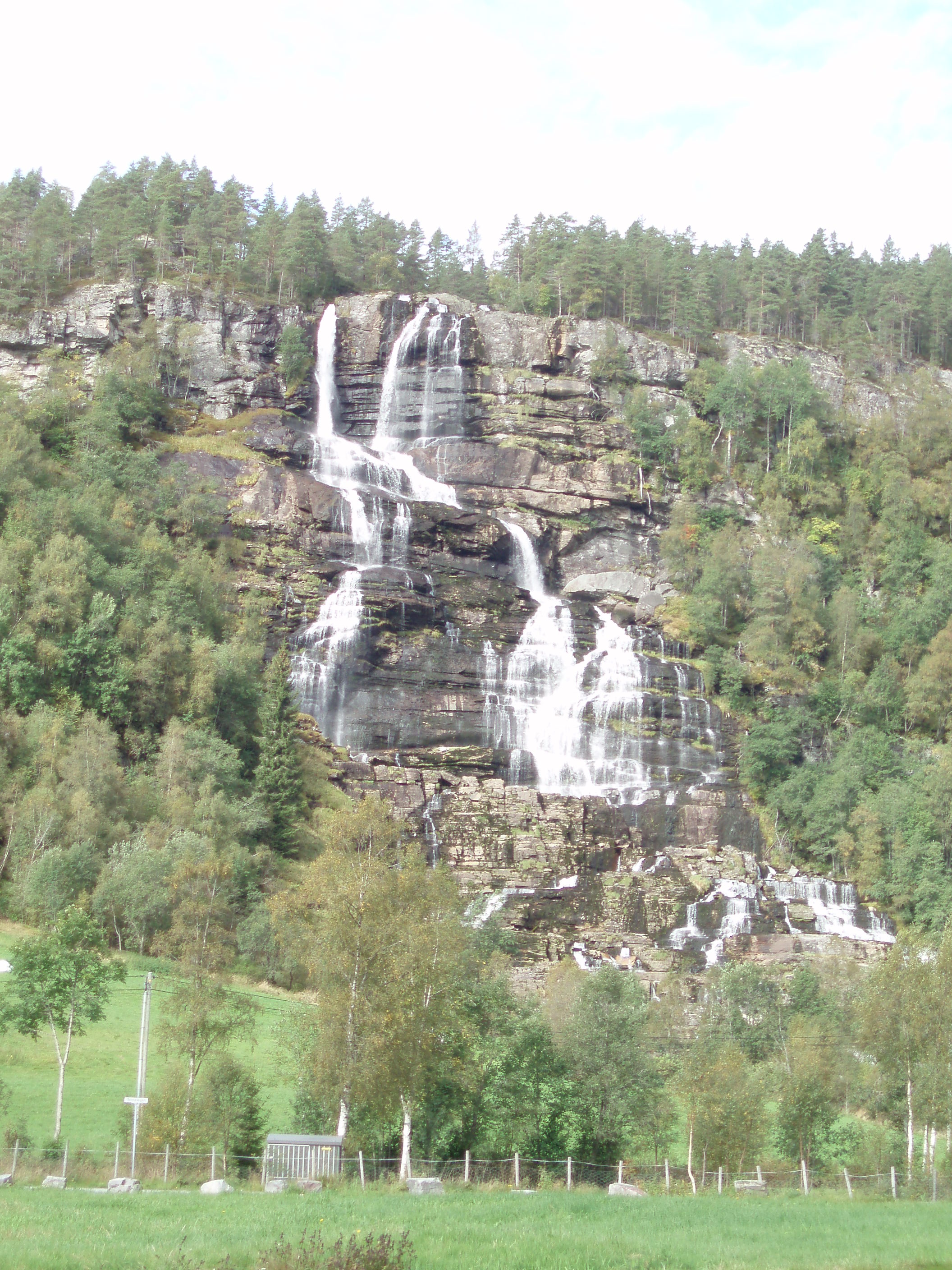
Tvindefossen

Tvindefossen of Tvinnefossen is een waterval gelegen langs de E16 tussen Voss en Stalheim in de provincie Vestland in het westen van Noorwegen. Het water van de rivier Kroelvi valt over een klif, stapsgewijs naar beneden over een hoogte van 152 meter.
Stroomopwaarts vanaf de top, vlak bij het gehucht Ytre Afdal, is er nog een waterval in de rivier Kroelvi, Breifossen (meer dan 40 meter hoog).